# Blaise Manga Bilé
Pour les articles homonymes, voir Bilé (homonymie).
 (avril 2025).
Si vous disposez d'ouvrages ou d'articles de référence ou si vous connaissez des sites web de qualité traitant du thème abordé ici, merci de compléter l'article en donnant les références utiles à sa vérifiabilité et en les liant à la section « Notes et références ».
Blaise Manga Bilé est un homme politique camerounais. Il a été député.

## Biographie

### Enfance et début
Comptable de formation, il fut Secrétaire général du Parti des Démocrates Camerounais.   

### Carrière
En 1958, il prit part activement aux Nations unies à New-York aux discussions préalables à l'indépendance du Cameroun. Il connut la dureté de l’exil à Conakry en Guinée, les brimades et intimidations politiques.  Il fut à l'origine d'un projet de loi visant à instaurer la gratuité de l'enseignement primaire au Cameroun.  Il resta fidèle à son compagnon de route André Marie Mbida jusqu'au bout, refusant par les offres de ralliement politique émanant du président Ahidjo par amitié avec son mentor.  
Lorsqu'Ahmadou Ahidjo propose la création de l'Union nationale camerounaise (UNC) le 1er septembre 1966, parti unique réunissant toutes les obédiences politiques du pays, Blaise Manga Bilé est favorable à l'unification des forces politiques. En sa qualité de secrétaire général par intérim du Pdc, il pense - à juste titre- qu'il est préférable de combattre le système Ahidjo de l'intérieur et amorce le processus de rapprochement qui conduirait à la dissolution du Pdc au sein de l'Unc. Informé, André Marie Mbida alors absent du Cameroun (il se trouvait à Paris) entre dans un courroux, traitant de tous les noms d'oiseau son camarade de parti. André Marie Mbida était connu pour ses débordements en tous genres, ce qui d'ailleurs a contribué à sa perte politique, contrairement à la ruse et finesse de ses pairs politiques (notamment d'Ahidjo) Dans une virulente lettre, André Marie Mbida intime l'ordre de cesser tout rapprochement politique avec Ahidjo. Par amitié et fidélité politique, Blaise Manga Bilé suivra son ami de longue date et camarade de parti. Mais ce fut le tournant qui acheva pour toujours le Pdc. Aujourd'hui encore le Pdc a tout le mal à renaître de ses cendres.

### Mort
Blaise Manga Bilé est mort dans le dénuement en mars 1980 à Yaoundé. Il laissa le souvenir d'un homme politique intègre, éloigné des préoccupations pécuniaires et animé par l’intérêt général.